# Casuarina

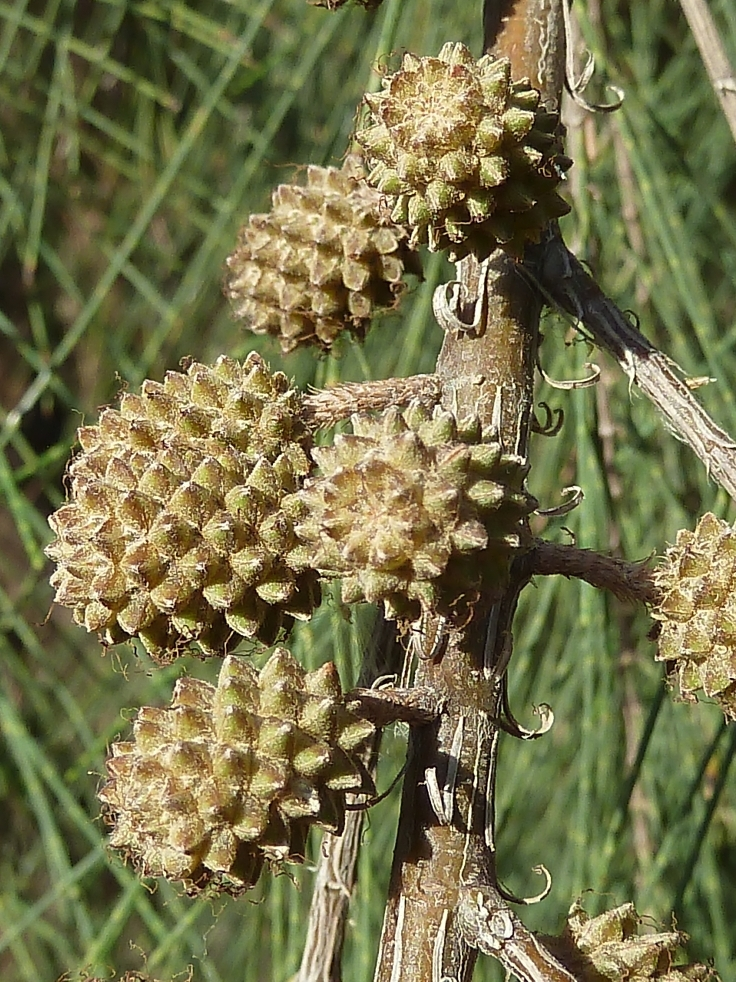
Cones imaturos in situ de Casuarina cunninghamiana.

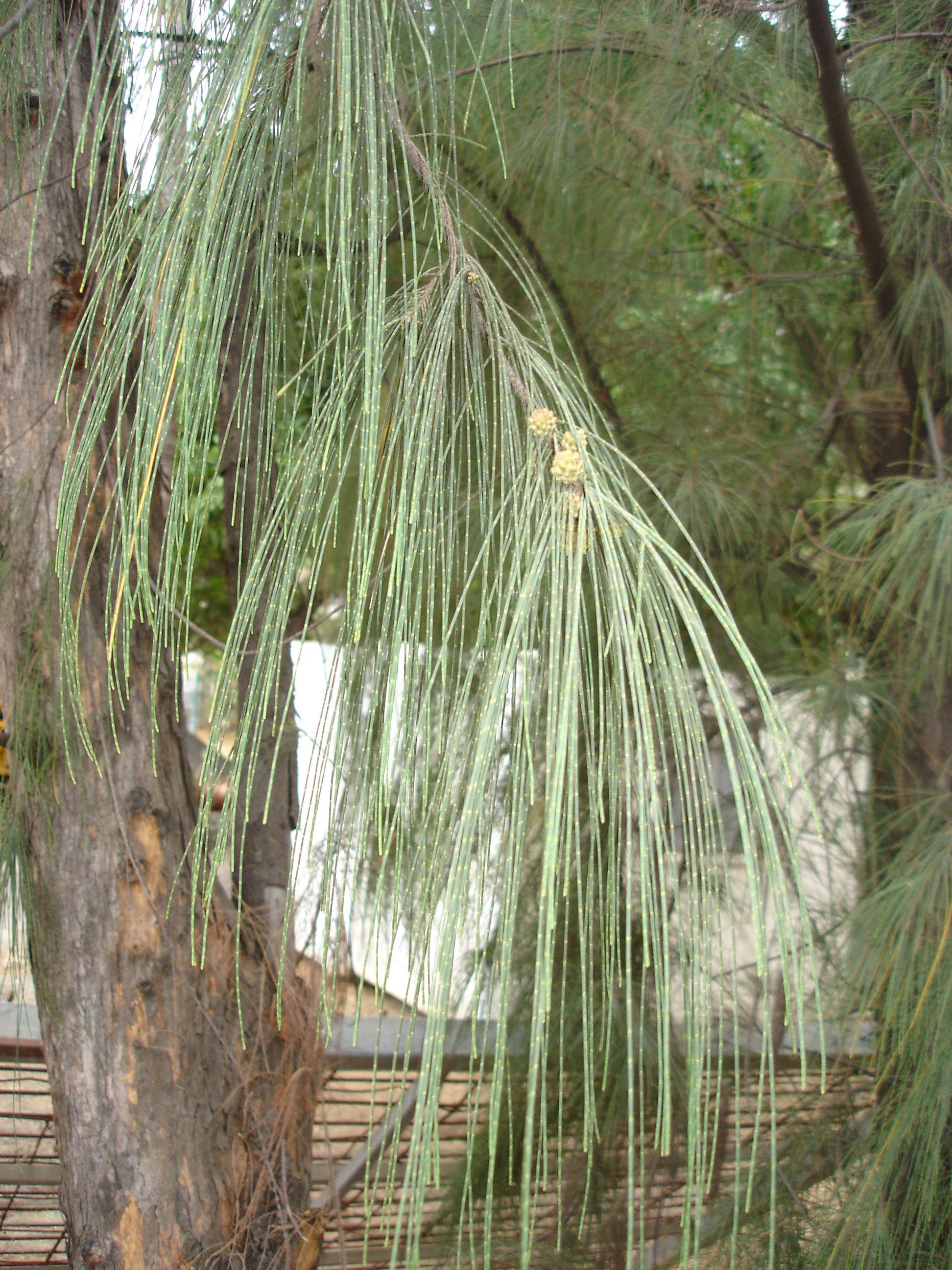
Ramos e filocládios de Casuarina equisetifolia.

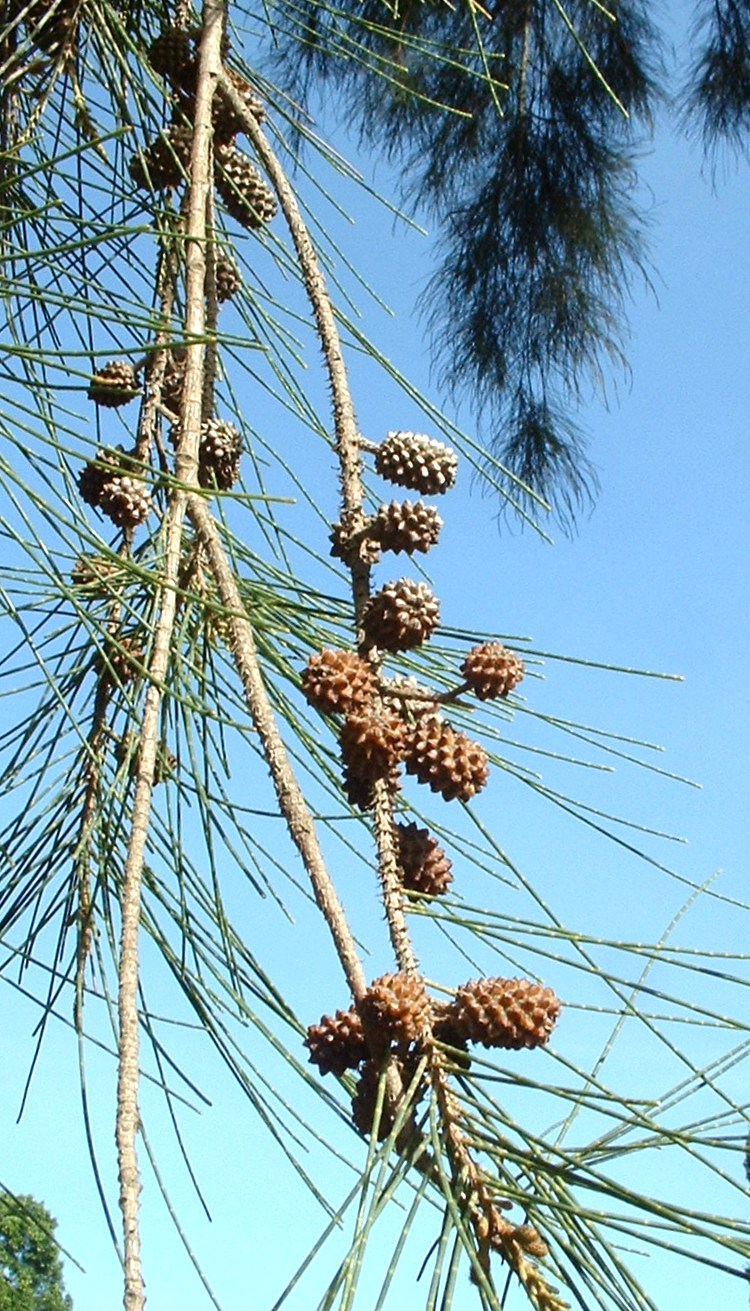
Casuarina cunninghamiana (fruto).

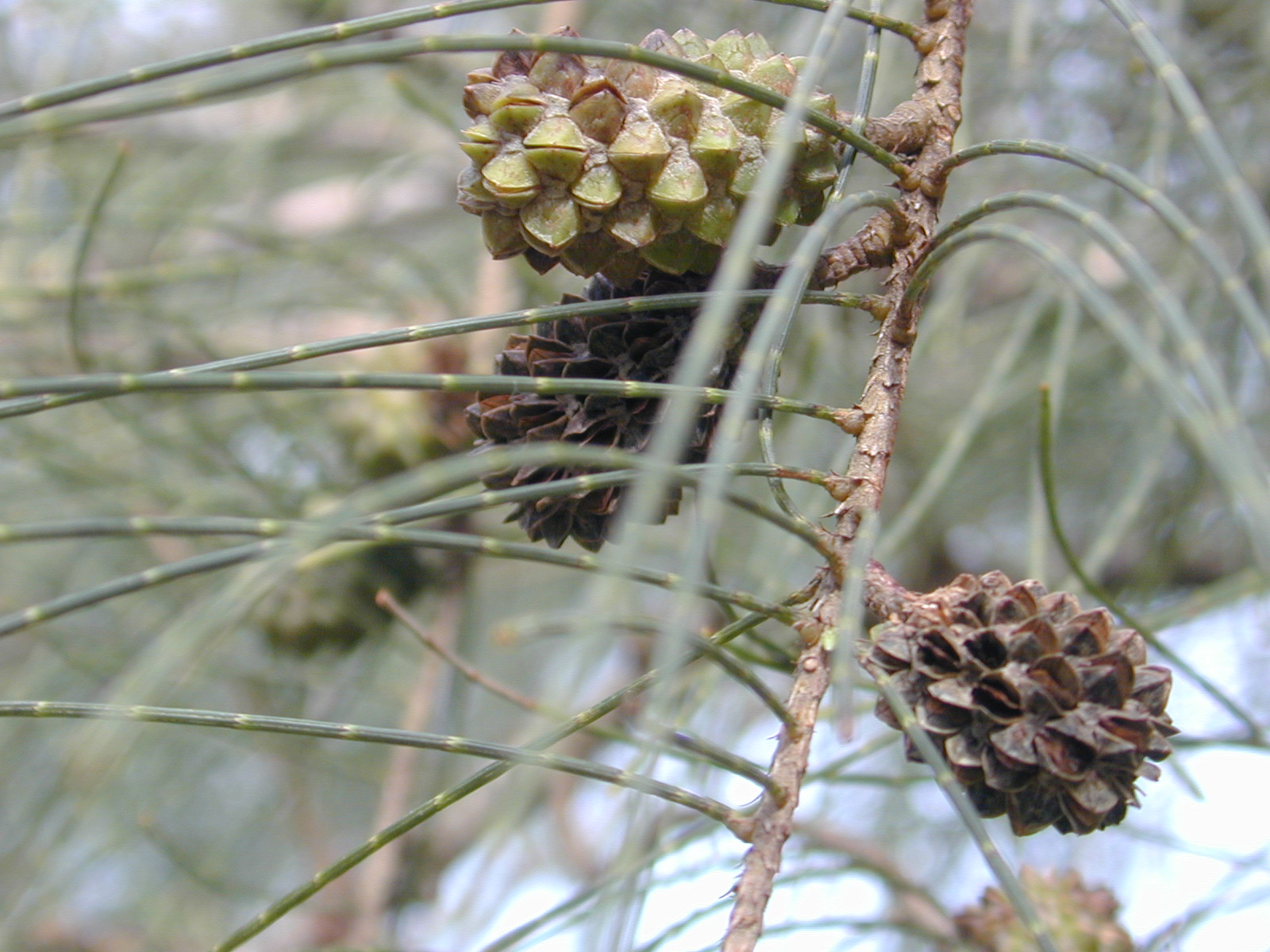
Casuarina equisetifolia (fruto).

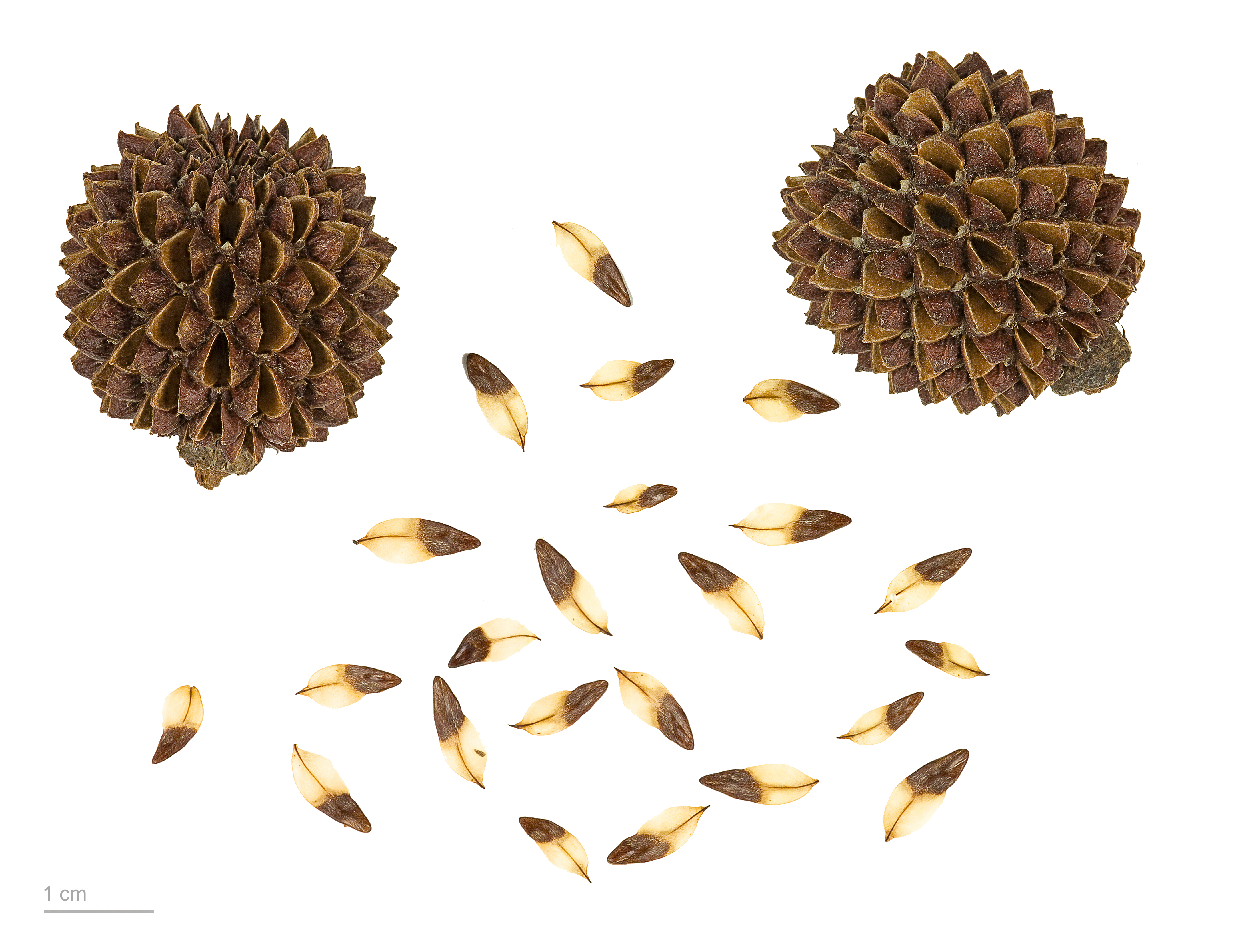
Casuarina sp. - MHNT.

Casuarina é um género que agrupa 17 espécies de árvores e arbustos da família Casuarinaceae, caracterizados por ostentarem ramos esbeltos e delicados, com folhas reduzidas a escamas, o que lhes confere um aspecto semelhante a pinheiros esbeltos. O género tem distribuição natural centrada na Australásia e ilhas do Pacífico ocidental, sendo hoje comum nas regiões tropicais e subtropicais, onde algumas espécies são cultivadas como árvores ornamentais, encontrando-se naturalizado em múltiplas regiões, sendo algumas espécies consideradas localmente como plantas invasoras.

## Descrição
O nome genérico é derivado da palavra malaia que designa o casuar, kasuari, uma alusão à similaridade entre as penas daquela ave e a folhagem das plantas do género Casuarina. Apesar dessa origem, a árvore é designada em malaio corrente por rhu, o seu nome comum naquele idioma.
O género inclui 17 espécies da família Casuarinaceae, nativas da Australásia, subcontinente indiano, sueste da Ásia e ilhas do Pacífico Ocidental. O género foi considerado como o único na família Casuarinaceae, que seria assim monotípica, mas estudos recentes levaram à divisão daquela família em três géneros distintos (ver Casuarinaceae).
As espécies do género Casuarina são arbustos e árvores perenifólios, sendo que algumas espécies arbóreas podem atingir até 35 m de altura. Caracterizam-se pelos seus troncos esbeltos, ramificação ligeiramente decumbente e ritidoma acinzentado, rugoso e pouco espesso.
A função fotossintética é assegurada na quase totalidade por filocládios, pequenos ramos delgados, muito ramificados, de coloração verde a verde-acinzentada. A  folhagem é residual, reduzida a pequenas folhas escamiformes agrupadas em tufos espirais de 5-20 escamas por cada nodo dos filocládios.
As flores são produzidas em pequenas inflorescências do tipo amentilho. As flores são simples, reduzidas a uma pequena estrutura talosa. A maioria das espécies são dióicas, sendo muito reduzido o número de espécies monóicas.
O fruto é lenhoso, de forma oval, assemelhando-se superficialmente a uma pequena pinha, sendo constituído por numerosos carpelos, cada um contendo uma única semente, a qual apresenta uma pequena asa acoplada.
Algumas espécies de Casuarina servem de alimento a larvas de traças da família Hepialidae. Também alguns membros do género Aenetus, incluindo Aenetus lewinii e Aenetus splendens, escavam galerias horizontalmente no tronco das árvores e arbustos e depois verticalmente para baixo no seu interior. A espécie Endoclita malabaricus também se alimenta de Casuarina. A traça Agrotis segetum, da família Noctuidae, também foi observada a alimentar-se de Casuarina.
Os compostos pendunculagina, casuarictina, strictinina, casuarinina e casuariina são elagitaninos encontrados em espécies pertencentes ao género Casuarina. A resina exsudada por algumas casuarinas é comestível e era utilizada como alimento pelos povos aborígenes da Austrália.
Diversas casuarinas são cultivadas nas regiões tropicais e subtropicais, e mesmo em algumas regiões temperadas menos sujeitas a geadas. A cultura destina-se essencialmente a fins ornamentais, já que aquelas árvores apresentam um fuste estreito e alongado, terminando em ramos delicados, com aspecto de plumas, o que lhe confere a aparência de elegantes coníferas. Como a maioria das espécies do género é muito resistente ao vento e à ressalga, são utilizadas na constituição de abrigos, especialmente junto à costa, embora raramente para fins agronómicos.
A espécie C. equisetifolia é utilizada com frequência para fins decorativos e de abrigo junto à costa, sendo extremamente tolerante à exposição ao vento e aos efeitos do mar. A sua madeira é aproveitada para lenha e para pequenas construções.
A espécie C. oligodon tem sido cultivada na Nova Guiné desde há mais de 3 000 anos, numa forma de silvicultura praticada nas terras altas daquela ilha que assume aspectos de uma permacultura intensiva tradicional. A madeira é utilizada para construção, marcenaria, construção de ferramentas e como principal combustível dos povos daquela região. A planta apresenta nódulo nitrificantes nas suas raízes, sendo tradicionalmente utilizada para melhorar a fertilidade do solo. A abundante manta morta que gera é rica em azoto e utilizada como base para a feitura de estrume.
A espécie C. equisetifolia foi introduzida na Bermuda, onde é utilizada para abrigo e para melhoria do solo, já que para além da fixação de azoto permite baixar o pH, dado que a predominância de calcário gera solos manifestamente alcalinos.
As espécies C. cunninghamiana, C. glauca e C. equisetifolia estão naturalizadas em diversas regiões, incluindo a Argentina, Estados Unidos, Cuba, China continental, Egito, Israel, Iraque, Maurícia, Quénia, México, África do Sul, Brasil, Bermuda, Havai e Bahamas.
No sueste dos Estados Unidos, a espécie C. equisetifolia foi introduzida nas primeiras décadas do século XX e á actualmente considerada uma espécie invasora. A espécie quase quadruplicou a área ocupada no sul da  Flórida entre 1993 e 2005, sendo aí conhecida como pinheiro-australiano.
A espécie C. equisetifolia tem grande expansão nas ilhas do Havai, onde ocorre tanto na região costeira, ocupando terrenos calcários secos e salgadiços, como nas regiões de montanha, onde cresce em áreas chuvosas de solos vulcânicos profundos. A espécie é também considerada invasora na Bermuda, onde foi introduzida para substituir os abrigos de cedro Juniperus bermudiana, que foram dizimados por insectos introduzidos na ilha na década de 1940.
As casuarinas apresentam propriedades alelopáticas, demonstradas pela quase ausência de sub-bosque quando a manta morta se acumula sob as árvores da espécie.

### Espécies
O género Casuarina inclui as seguintes espécies:
- Casuarina africana Lour.
- Casuarina borrida D.A.Herb. 1921
- Casuarina chamaecyparis Poiss.
- Casuarina collina Poiss. ex Pancher & Sebert
- Casuarina cristata F.Muell. ex Miq. 1848 — (nordeste da Austrália: Queensland, New South Wales)
- Casuarina cunninghamiana Miq. 1848 — (norte e leste da Austrália: Northern Territories até New South Wales)
- Casuarina deplancheana Miq. 1868
- Casuarina equisetifolia (L.) J.R.Forst. & G.Forst. 1775 — espécie invasora no Hawai (norte da Austrália, sueste da Ásia, poderá ser nativa em Madagáscar)
- Casuarina excelsa K.D.Koenig & Sims 1796
- Casuarina filifolia J.Oxley
- Casuarina glauca Sieber ex Spreng. 1826 — (New South Wales)
- Casuarina glaucescens Schltr. 1908
- Casuarina grandis L.A.S.Johnson — (New Guinea)
- Casuarina intermedia Poiss.
- Casuarina junghuhniana Miq. — (Indonesia)
- Casuarina lepidopholia F.Muell. 1877
- Casuarina leucodon Poiss. 1874
- Casuarina littoralis Salisb. 1796  (= Allocasuarina littoralis (Salisb.) L.A.S.Johnson)
- Casuarina littorea Oken 1950
- Casuarina lucida Dehnh.
- Casuarina muricata Roxb. ex Hornem.
- Casuarina nobilis Whitmore 1975
- Casuarina obesa Miq. 1845 — (sul da Austrália: sudoeste de Western Australia, New South Wales [um local, já extinto], Victoria)
- Casuarina oligodon L.A.S.Johnson — nativa da Nova Guiné, onde é cultivada pelas populações locais desde há 3000 anos, como fonte de lenha e madeira.
- Casuarina papuana S.Moore 1923
- Casuarina pauper F.Muell. ex L.A.S.Johnson (interior da Austrália)
- Casuarina paradoxa Macklin 1931
- Casuarina poissoniana Schltr.
- Casuarina ramosissima C.A.Gardner 1964
- Casuarina repens Hort. ex Hoffmanns.
- Casuarina rumphiana Miq. 1865
- Casuarina sparsa Tausch 1839
- Casuarina stricta Aiton 1789
- Casuarina suberosa Willd.
- Casuarina sumatrana Jungh. ex de Vriese 1844
- Casuarina tortuosa Henry 1847
- Casuarina webbiana Miq. 1865

O género inclui as seguintes espécies, entretanto realocadas para outros géneros da família Casuarinaceae:
| - Allocasuarina acuaria (F. Muell.) L.A.S.Johnson (as C. acuaria F.Muell.) - Allocasuarina acutivalvis (F. Muell.) L.A.S.Johnson (as C. acutivalvis F.Muell.) - Allocasuarina campestris (Diels) L.A.S.Johnson (as C. campestris Diels) - Allocasuarina corniculata (F.Muell.) L.A.S.Johnson (as C. corniculata F.Muell.) - Allocasuarina decussata (Benth.) L.A.S.Johnson (as C. decussata Benth.) - Allocasuarina distyla (Vent.) L.A.S.Johnson (as C. distyla Vent.) - Allocasuarina drummondiana (Miq.) L.A.S.Johnson (as C. drummondiana Miq.) - Allocasuarina fibrosa (C.A.Gardner) L.A.S.Johnson (as C. fibrosa C.A.Gardner) - Allocasuarina fraseriana (Miq.) L.A.S.Johnson (as C. fraseriana Miq.) - Allocasuarina grevilleoides (Diels) L.A.S.Johnson (as C. grevilleoides Diels) - Allocasuarina helmsii (Ewart & Gordon) L.A.S.Johnson (as C. helmsii Ewart & Gordon) - Allocasuarina huegeliana (Miq.) L.A.S.Johnson (as C. huegeliana Miq.) - Allocasuarina humilis (Otto & A. Dietr.) L.A.S.Johnson (as C. humilis Otto & A.Dietr.) - Allocasuarina inophloia (F. Muell. & F. M. Bailey) L.A.S.Johnson (as C. inophloia F.Muell. & F.M.Bailey) - Allocasuarina lehmanniana subsp. lehmanniana (as C. baxteriana Miq. or C. lehmanniana Miq.) - Allocasuarina littoralis (Salisb.) L.A.S.Johnson (as C. littoralis Salisb. or C. suberosa Otto & A.Dietr.) | - Allocasuarina luehmannii (R.T.Baker) L.A.S.Johnson (as C. luehmannii R.T.Baker) - Allocasuarina muelleriana (Miq.) L.A.S.Johnson (as C. muelleriana Miq.) - Allocasuarina nana (Sieber ex Spreng.) L.A.S.Johnson (as C. nana Sieber ex Spreng.) - Allocasuarina paludosa (Sieber ex Spreng.) L.A.S.Johnson (as C. paludosa Sieber ex Spreng.) - Allocasuarina pusilla (Macklin) L.A.S.Johnson (as C. pusilla Macklin) - Allocasuarina thuyoides (Miq.) L.A.S.Johnson (as C. thuyoides Miq.) - Allocasuarina torulosa (Aiton) L.A.S.Johnson (as C. tenuissima Sieber ex Spreng. or C. torulosa Aiton) - Allocasuarina trichodon (Miq.) L.A.S.Johnson (as C. trichodon Miq.) - Allocasuarina verticillata (Lam.) L.A.S.Johnson (as C. quadrivalvis Labill., C. stricta Aiton or C. verticillata Lam.) - Gymnostoma deplancheanum (Miq.) L.A.S.Johnson (as C. deplancheana Miq.) - Gymnostoma nodiflorum (Thunb.) L.A.S.Johnson (as C. angulata J.Poiss. or C. nodiflora Thunb.) - Gymnostoma papuanum (S. Moore) L.A.S.Johnson (as C. papuana S.Moore) - Gymnostoma rumphianum (Miq.) L.A.S.Johnson (as C. rumphiana Miq.) - Gymnostoma sumatranum (Jungh. ex de Vriese) L.A.S.Johnson (as C. sumatrana Jungh. ex de Vriese) |

## Portugal
Em Portugal existem 2 espécies deste género, presentes apenas em Portugal Continental, onde são introduzidas:
- Casuarina cunninghamiana Miq.
- Casuarina stricta Aiton